# Asedio de Devagiri (1308)
El asedio de Devagiri de 1308 se refiere a un enfrentamiento militar sucedido entre los ejércitos del Sultanato de Delhi y del reino de la dinastía Seuna, con victoria de los primeros. Ese año, el sultán de Delhi, Alaudín, envió a su general y esclavo, Malik Kafur, contra el rey Ramachandra de Devagiri, quien había dejado de pagarle tributo. 
En 1296, Ramachandra había prometido pagarle tributo a Alaudín después de un breve asedio. Sin embargo, una década después Ramachandra había dejado de pagar y le concedió refugio al rey Karna II, de la dinastía Vaghela, quien había sido expulsado de Gujarat cuando Alaudín conquistó su reino.
Una parte del ejército del sultán, mandada por Alp Jan, invadió el principado concedido a Karna II en territorio seuna y capturó a la princesa vaghela Devaladevi, quien después se desposó con Jizr Jan, hijo de Alaudín. Otra sección, mandada por Malik Kafur, capturó Devagiri (Daulatabad) después de una breve resistencia y forzó a Ramachandra a volver a su vasallaje y ayudar al sultán en futuras expediciones al sur.

## Datación
Existe cierta confusión sobre la fecha de la segunda campaña del sultán Alaudín contra Devagiri (Daulatabad). Su cortesano Jursan Amir fecha esta invasión en marzo de 1307, pero la describe después del asedio de Siwana, que tuvo lugar en 1308. El escritor del siglo XVI, Firishta, fecha la campaña de Devagiri en 1306, pero afirma que ocurrió el mismo año que el asedio de Siwana. Por último, Ziauddin Barani, quien vivió durante esos acontecimientos, afirma que ocurrió en 1308, lo que el historiador Kishori Saran Lal considera correcto.

## Antecedentes
El rey seuna Ramachandra de Devagiri había acordado pagar tributo a Alaudín después de la guerra de 1296. Sin embargo, a mediados de la década de 1300, dejó de pagar tributos aprovechando que el sultán estaba ocupado con guerras en el norte del sultanato. Según el cronista del siglo XIV Isami , la decisión de no pagar el tributo fue del hijo de Ramachandra y sus asociados: el propio Ramachandra permaneció leal a Alaudín, e incluso apeló al sultán para que castigara a su hijo, lo que resultó en la invasión de Malik Kafur. Esto parece cierto, pues según Jursan Amir, Alaudín ordenó no dañar a Ramachandra ni su familia durante la campaña.
Según algunos escritores medievales, otra razón para esta campaña fue la captura de la princesa vaghela Devaladevi. Durante su invasión de Gujarat en 1299, Alaudín había capturado a la reina vaghela Kamaladevi, quien más tarde se vio obligada a casarse con él en Delhi. En 1304, anexó Gujarat al sultanato, obligando al rey vaghela Karna II a huir al reino de Ramachandra, quien le dio un principado en Baglana. Según Firishta, Kamaladevi le pidió a Alaudín que trajera a su hija Devaladevi a Delhi.
Barani menciona que Malik Kafur invadió Devagiri en su camino hacia la capital de los kakatiyas, Warangal, pero esto no es correcto. Kafur regresó a Delhi después de su conquista de Devagiri e invadió el reino de los kakatiayas en un momento posterior.

## Campaña

### Inicios
Alaudín había pensado en elegir a Malik Shahin, el exgobernador de Chittor, como comandante de la expedición. Sin embargo, Shahin había huido de Chittor antes por temor a un resurgimiento de los vaghela en el territorio vecino de Gujarat. Por lo tanto, Alaudín seleccionó a otro general, Malik Kafur, para liderar la invasión de Devagiri.
Según Firishta, Alaudín tuvo especial cuidado de asegurarse de que todos los oficiales que participaban en la campaña obedecieran a Kafur. Envió su pabellón y su dosel real con él y ordenó a sus oficiales que le presentaran sus respetos a diario. Entre estos oficiales se encontraba Sirajuddin Juaya Hayi, el ministro de guerra, que tenía el mando inmediato del ejército. El gobernador de Malwa, Ainul Mulk Multani, y el gobernador de Gujarat, Alp Jan, recibieron órdenes de brindar todo el apoyo posible.
Kafur reunió 30 000 jinetes en Tilpat, cerca de Delhi, y marchó al sur por la vía de Dhar. Su ejército fue reforzado por las fuerzas de Javaya Hayi, Ainul Mulk Multani y Alp Jan. Después de cruzar Malwa, Kafur envió a Alp Jan a Baglana para capturar a Devaladevi, mientras él mismo marchaba a Devagiri.

### Baglana
En el pasado, el hijo de Ramachandra, Simhana, había ofrecido casarse con Devaladevi, pero Karna II había rechazado esta propuesta. Cuando Alp Jan invadió Baglana, Karna II se encontró en una situación difícil y aceptó casar a su hija con Simhana. Devaladevi fue enviada en un viaje a Devagiri, escoltada por un pequeño grupo bajo el mando del hermano de Simhana, Bhillama. Según un relato, poco después de la partida de la princesa, Alp Jan derrotó a Karna II en una batalla. Karna huyó hacia Devagiri perseguido por las fuerzas de Delhi. Se le negó asilo en Devagiri y, finalmente, tuvo que buscar refugio de los kakatiyas en Warangal. Mientras tanto, el grupo de Bhillama fue interceptado por un contingente del ejército de Alp Jan. El caballo de Devaladevi fue herido por una flecha y ella fue capturada por Dilawar Panchami, un oficial de Alp Jan, ante quien fue llevada; luego, fue enviada a Delhi.
Firishta ofrece un relato ligeramente diferente de la captura de Devaladevi. Según él, Simhana había enviado a Bhillama para escoltar a Devaladevi sin el permiso de Ramachandra. Alp Jan no pudo encontrar a Karna II en Baglana y se retiró a la orilla de un río, donde su ejército descansó durante dos días. Allí, alrededor de 300 a 400 de sus soldados pidieron su permiso para visitar las famosas cuevas de Ellora. Durante este viaje, estos soldados se encontraron con el grupo de Bhima que escoltaba a Devaladevi a Devagiri. Derrotaron a Bhillama, capturaron a Devaladevi y la llevaron ante Alp Jan.

### Devagiri
Mientras tanto, en Devagiri, los defensores ofrecieron una débil resistencia y Kafur logró una victoria fácil. Según Abdul Malik Isami, Kafur saqueó la ciudad, pero Firishta afirma que no hizo daño a la gente en general; el historiador Banarsi Prasad Saksena cree que Isami está equivocado. Jursan Amir afirma que el ejército defensor se dividió en dos secciones: una sección liderada por Ramachandra se rindió, mientras que otra sección liderada por su hijo Bhillama huyó. Ramachandra dejó a su hijo Simhana (o Singhana) en Devagiri, y luego fue a encontrarse con Kafur.

## Consecuencias
Kafur llevó a Ramachandra y a su familia a Delhi para reconocer personalmente la soberanía del sultán. En la capital, Alaudín trató bien a Ramachandra y lo honró con el título de Rai Rayan. Según Barani, se le dieron 100 000 tankas (monedas) de oro y el principado de Navsari en Gujarat. Según Haji-ud-dabir, Alaudín reprendió a Malik Kafur por comportarse mal con Ramachandra y el rey seuna se sometió voluntariamente al sultán.
Según Isami, Ramachandra dio la mano de su propia hija Jhatyapali para casarla con el sultán. El historiador persa del siglo XIV, Wassaf, también menciona que el gobernante de Devagiri concedió en matrimonio una hija a Alaudín para salvar su vida. En cambio, el historiador Kishori Saran Lal cree que Ramachandra le dio a su hija a Alaudín después de la incursión de 1296, pero su colega Satish Chandra afirmaba que esto probablemente sucedió después de la segunda expedición. Esta hija también es denominada Chhitai, Jhitai, Jethapali o Kshetrapali en distintos textos históricos. Isami afirma que ella fue la madre del hijo y sucesor de Alaudín, Shihab-ud-din Omar. Firishta afirmaba que, tras la muerte de Alaudín, Kafur se casó con la hija de Ramachandra. El poema Chhitai Varta, escrito hacia 1440 por Narayan-das, narra su leyenda.
Ramachandra permaneció en Delhi durante seis meses. A finales de 1308, regresó a Devagiri, donde gobernó como vasallo de Alaudín. Permaneció leal al sultán hasta su muerte y ayudó a su ejército a llevar a cabo las posteriores campañas del sur de Warangal y Dwarasamudra. Parece haber muerto en algún momento de 1311, aunque la fecha exacta de su muerte no es segura. La inscripción de Nala, su última inscripción existente, está fechada en 1311. Después de su muerte el conflicto se reinició.